# Октябрьское радиополе
Октябрьское радиополе — природный комплекс в районе Хорошёво-Мнёвники города Москвы.

## Расположение
Природный комплекс расположен в районе Хорошёво-Мнёвники между улицами Народного Ополчения, Демьяна Бедного и жилой застройкой. Площадь составляет примерно 23,2 га.

## История
С 1914 года на территории полей располагались антенные поля Октябрьской радиостанции. В советское время на части леса были устроены огороды, сначала для всех желающих, затем — только для работников радиоцентра. До 2014 года территория Октябрьского радиополя была закрытой и недоступной для посещения. После разборки последней башни, располагающейся посреди леса, проход на природный комплекс стал доступен.

## Природа
Природный комплекс состоит из лесной части и центральной поляны. Лесная часть состоит преимущественно из лиственных пород.

## Планы по развитию
В 2023 году были опубликованы планы по благоустройству Радиополя и созданию на нём рекреационной зоны. Кроме того, возможно строительство многопрофильного медицинского комплекса на части лесного массива.